# Keirrison de Souza Carneiro
Keirrison de Souza Carneiro, conegut com a Keirrison (Dourados, Brasil, 1988) és un exfutbolista brasiler que jugava de davanter i ha jugat a l'SE Palmeiras i al Coritiba FC. El 23 de juliol de 2009 el FC Barcelona n'oficialitzà el fitxatge per 14 milions d'euros pel seu traspàs, més 2 de variables. El contracte era per cinc anys, però no jugà al Barcelona la temporada 2009/2010, sinó que anà cedit, i finalment no arribà a jugar amb el Barça ni un sol partit.

## Biografia
Nascut el 3 de desembre del 1988 a l'estat de Mato Grosso do Sul (Brasil), es va formar futbolísticament entre el Centro Esportivo Nova Esperança i el Coritiba FC. Va ser en aquest equip on va debutar com a professional a la Serie B del Campionat brasiler de futbol.
Durant el mercat d'hivern de la temporada 2008-09 es va incorporar al Palmeiras venent el 80% dels seus drets a l'empresa Traffic i el 20% restant al club.
L'estiu del 2009 s'incorpora a les files del Barça per un fitxatge amb valor de 14,5 milions d'euros. Durant la temporada 2009/10 va cedit al Benfica però a causa d'una manca d'adaptació fou cedit novament a la Fiorentina amb una cessió per una temporada i mitja, amb una opció de compra per part de la Fiorentina, tot i que sempre seria recuperable pel FC Barcelona.

## Palmarès

### Individual
- 2008: Màxim golejador del campionat brasiler de futbol-Serie A

### Equip
- 2007: Campionat brasiler de futbol-Serie B
- 2008: Campionat paranaense